# 水島早苗
水島 早苗（みずしま さなえ、1909年8月31日 - 1978年2月25日）は、日本のジャズボーカリスト。鹿児島県出身。本名は永田喜子。立教高等女学校卒業。トニー相良名義でも活動していた。

## 概要
日本のジャズ草創期を代表する女性ボーカリスト。また自らも歌手として活動する一方で、1957年には「水島早苗ボーカル研究所」を設立して後進の育成にも取り組み、弟子にはマーサ三宅、金子晴美、佐良直美、前野曜子、伊集加代らがいる。
死後の1985年には、ジャズ専門紙『ジャズワールド』が水島の功績を称える意味で「水島早苗ジャズヴォーカル賞」（現在の日本ジャズヴォーカル賞）を創立するなど、その功績は高く評価されている。